# Przyszowice
Przyszowice is een dorp in het Poolse woiwodschap Silezië, in het district Gliwicki. De plaats maakt deel uit van de gemeente Gierałtowice en telt 3200 inwoners.

## Geschiedenis
De oudste schriftelijke vermelding van de plaats stamt uit het jaar 1295 in het Liber fundationis episcopatus Vratislaviensis van het bisdom Breslau/Wroclaw onder de naam Przyssowitz.
In het interbellum lag Przyszowice aan de Duitse grens bij Gleiwitz. Bij de gevechten rond Gleiwitz werd door het Rode Leger tussen 26 en 28 januari 1945 een bloedbad aangericht onder de Poolse bevolking. Huizen in het dorp werden in brand gestoken en vrouwen werden verkracht. Mensen die hun huis probeerden te blussen werden doodgeschoten. Bij het bloedbad kwamen 69 mensen om het leven, waaronder ook vier gevangenen van het concentratiekamp Auschwitz die van de dodenmars waren ontsnapt.